# ملة خويش السفلى (زيلايي)
ملة خويش السفلى (بالفارسية: مله خویش سفلی) هي قرية تقع في إيران في قسم زیلایی الريفي. يقدر عدد سكانها بـ 43 نسمة بحسب إحصاء 2016.